# Epidoot
De mineralengroep epidoot bestaat uit een aantal sorosilicaten, waarvan de belangrijkste het mineraal epidoot is. Het mineraal epidoot is een calcium-ijzer-aluminium-silicaat met de chemische formule Ca2(Fe3+,Al)Al2(SiO4)(Si2O7)O(OH).

## Eigenschappen
Het geel- tot bruingroene, grijze of zwarte epidoot heeft een glasglans, een grijswitte streepkleur en de splijting is perfect volgens kristalvlal [001]. Het kristalstelsel is monoklien. De gemiddelde dichtheid is 3,45 en de hardheid is 7. Epidoot is niet radioactief.

### Leden van de epidootgroep
- Clinozoisiet
- Epidoot
- Piemontiet
- Niigatiet
- Tweddilliet
- Mukhiniet
- Androsiet
- Allaniet
- Hancockiet
- Zoisiet

## Naamgeving
De naam epidoot is afgeleid van het Griekse epidosis, dat "toevoeging" betekent.

## Voorkomen
Epidoot is een wereldwijd zeer veelvoorkomend mineraal, met name in contact metamorfe gesteenten. Het wordt gevormd in kristallijne kalksteen en in schisten. Vooral in de Knappenwand, bij de Großvenediger in het Untersulzbachthal, Salzburg (Oostenrijk) worden mooie epidootkristallen gevonden.
Epidoot komt algemeen voor in de zandfractie van Nederlandse Kwartaire riviersedimenten. In de zware-mineraalanalyse zoals dat in Nederland bij de Rijks Geologische Dienst gedurende de tweede helft van de twintigste eeuw plaatsvond, wordt het mineraal ingedeeld bij de zogenoemde instabiele groep.